# Maarten Kossmann
Maarten Kossmann, né le 5 février 1966 à Zuidlaren, est un linguiste néerlandais spécialisé en berbère.

## Biographie
Maarten Kossmann, étudiant à Leyde, passe l'année universitaire 1988-1989 à Aix-en-Provence avec une bourse « Erasmus ». En 1994, il obtient son doctorat à l'université de Leyde. Il est depuis le 1er avril 2017 professeur d'études berbères à l'université de Leyde.

## Ouvrages
- 2017 : Key and the use of Moroccan function words in Dutch internet discourse, in Nederlandse Taalkunde, Volume 22, Number 2, September 2017, p. 223-248
- 2013 : A grammatical sketch of Ghadames Berber (Libya)[3].
- 2013 : The Arabic Influence on Northern Berber [4].
- 2011 : A Grammar of Ayer Tuareg (Niger).
- 2010 : Parallel System Borrowing: Parallel morphological systems due to the borrowing of paradigms.
- 2005 : Berber loanwords in Hausa.
- 2004 : De menseneetster: Berber sprookjes uit de Rif.
- 2000 : A Study of Eastern Moroccan Fairy Tales.
- 2000 : Esquisse grammaticale du rifain oriental.
- 1999 : Essai sur la phonologie du proto-berbère.
- 1999 : Some Berber parallels of European substratum words (avec Dirk Boutkan), in Journal of Indo-European Studies 27 (1999), p. 87-100[5].
- 1997 : Grammaire du parler berbère de Figuig (Maroc oriental).
- 1997 : Berber sprookjes uit Noord-Marokko (avec Abdelkader Bezzazi)
- 1996 : Het stadsdialect van Tilburg. Klank- en vormleer (avec Dirk Boutkan)[6].
- 1994 : Grammaire du Berbère de Figuig (Maroc oriental).